# Rio Dourado (vattendrag i Brasilien, Rio Grande do Sul)
Rio Dourado är ett vattendrag i Brasilien.   Det ligger i delstaten Rio Grande do Sul, i den södra delen av landet, 1 400 km söder om huvudstaden Brasília.
I omgivningen kring Rio Dourado växer huvudsakligen savannskog. Området är  ganska glesbefolkat, med 22 invånare per kvadratkilometer.